# 嘎日迪音淖尔
嘎日迪音淖尔(又称嘎日迪音淖日)是位于中国内蒙古自治区锡林郭勒盟阿巴嘎旗浑迪乌素苏木北部的一个湖泊。其位置约为东经115°29′,北纬43°39′。湖面海拔1040米，面积约2平方公里，主要沉积物为石盐和芒硝。嘎日迪音淖尔来自蒙古语，得名于附近名为嘎日迪音希热的丘陵。